# Pāshā Chā'ī
Pāshā Chā'ī (persiska: پاشا چای, پاشا چائی, Pāshā Chāy, Pāshā Chā’ī) är en ort i Iran.   Den ligger i provinsen Zanjan, i den nordvästra delen av landet, 300 km väster om huvudstaden Teheran. Pāshā Chā'ī ligger 1 665 meter över havet och antalet invånare är 159.
Terrängen runt Pāshā Chā'ī är lite bergig. Runt Pāshā Chā'ī är det ganska glesbefolkat, med 47 invånare per kvadratkilometer. Närmaste större samhälle är Ḩalab, 11,2 km sydost om Pāshā Chā'ī. Trakten runt Pāshā Chā'ī består i huvudsak av gräsmarker.